# Chilecar pilgerodendri
Chilecar pilgerodendri is een keversoort uit de familie Ithyceridae. De wetenschappelijke naam van de soort is voor het eerst geldig gepubliceerd in 1992 door Kuschel.